# Zajari Liapunov

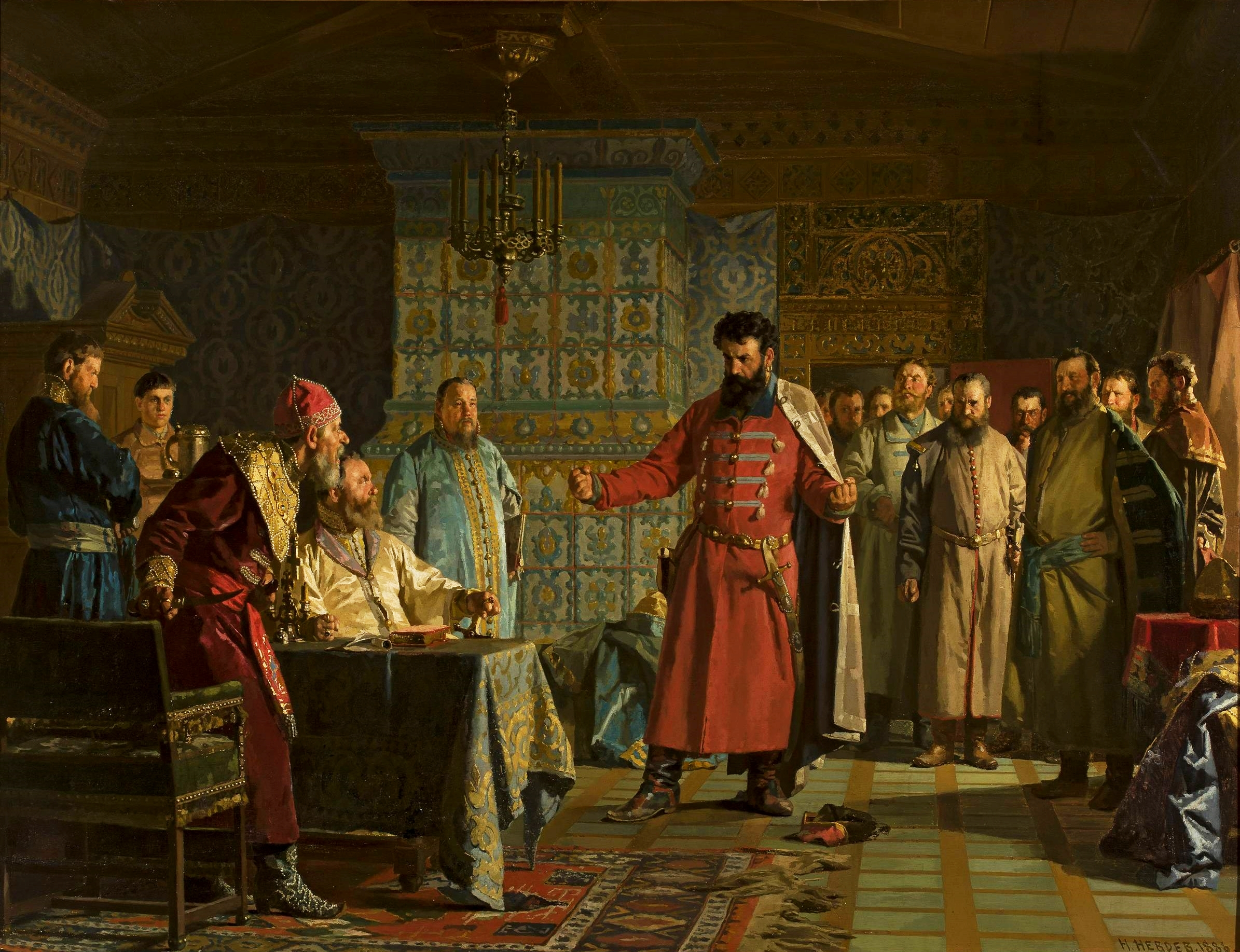
Zakhary Lyapunov con el zar Vasili Shuiski en el Kremlin, óleo de Nikolai Nevrev, 1886, Museo Nacional de Varsovia.

Zajari Petróvich Liapunov (del ruso: Захарий Петрович Ляпунов) (?-después de 1612) fue una figura política rusa de principios del siglo XVII, hermano de Prokopi Liapunov.   
En 1605, Zajari Liapunov se puso del lado de Dimitri I y, tras su muerte en 1606, tomó parte en la Rebelión de Bolótnikov de 1606 y 1607. En 1607, se pasó al bando de Vasili Shuiski, siendo nombrado comandante del ejército de los dvoriánie (nobles) de Riazán durante la lucha contra los campesinos rebeldes y los partidarios de Dimitri II. 
En julio de 1610, Zajari se involucró de manera activa en el derrocamiento de Shuiski. En septiembre de ese año, fue enviado en embajada diplomática a los alrededores de Smolensk para firmar un tratado con el rey de Polonia Segismundo III Vasa cuyo fin fuera la ascensión de su hijo Vladislao al trono ruso. Entonces volvió a Moscú y permaneció en la ciudad hasta su liberación de los invasores polacos por el ejército de Kuzmá Minin y Dmitri Pozharski.